# 西海市立大島西小学校
西海市立大島西小学校（さいかいしりつ おおしまにししょうがっこう, Saikai City Oshimanishi Elementary School）は、長崎県西海市大島町にあった公立小学校。略称は「大島西」（おおしまにし）、「西小」（にししょう）。
2022年（令和4年）3月末に閉校し、西海市立崎戸小学校・西海市立大島東小学校の2校と統合の上、「西海市立大崎小学校」が新設された。なお、大崎小学校は大島東小学校の校地に設置された。

## 概要
歴史
1874年（明治7年）に開校した「公立下等大島小学校」を前身とする。2014年（平成26年）に創立140周年を迎えた。2022年（令和4年）3月末に閉校し、147年の歴史に幕を下ろした。
学校教育目標
「心豊かにたくましく生きる児童の育成」
校章
「西小」の文字（縦書き）を「大」の文字を図案化したもので囲んだデザインとなっている。
校歌
歌詞は3番まであり、各番に校名の「西小」が登場する。
校区
西海市大島町のうち「大島地区、塩田地区、塔の尾地区、太田尾地区、中戸地区」。中学校区は西海市立大崎中学校。

## 沿革
- 1874年（明治7年）9月10日 - 大島（佐々木四郎五郎宅）と黒瀬（宮原弾右衛門宅）の2ヶ所に塾式の学校が設置され、地元学童の教育が開始される。
  - 後に、蛤（はまぐり）、中戸にも塾式の学校が開設される。
- 1878年（明治11年）5月 - 大島・黒瀬・蛤・中戸の4校が統合され、「公立下等黒瀬小学校」となる。
  - 宮崎幹、服部正三、浦田勝造の3名を教師とし、授業を開始。児童数は約50名。
- 1882年（明治15年）5月 - 民家を買い取り、改造して校舎とする。
- 1886年（明治19年）9月 - 小学校令の施行により、簡易科（3年制）を設置の上、「簡易大島小学校」に改称。
  - 太田尾・本郷・中戸・蛤の4ヶ所に分教場を設置。
- 1889年（明治22年）4月 - 町村制の施行により、黒瀬村立の小学校となる。これにより「簡易黒瀬小学校」に改称。
- 1890年（明治23年）10月 - 小学校令が改正される。簡易科を廃止し、尋常科（4年制）を設置した上で、「尋常黒瀬小学校」に改称。
- 1892年（明治25年）5月 - 「黒瀬尋常小学校」に改称（「尋常」の位置が変わる）。
- 1890年（明治33年）11月 - 本郷分教場が分離し、本郷尋常小学校として独立。
- 1894年（明治37年）- 蛤分教場を間瀬海岸に移転し、間瀬分教場とする。太田尾分教場を川口与太郎宅跡に移転。
- 1908年（明治41年）4月 - 小学校令の一部改正により、義務教育年限が尋常科4年から尋常科6年に延長されたため、尋常科5年を新設。
- 1909年（明治42年）4月 - 尋常科6年を新設。
- 1913年（大正2年）4月 - 間瀬分教場を徳万谷の滝近くに移転し、徳万分教場とする。
- 1914年（大正3年）5月 - 本校の校舎を新築。
- 1915年（大正4年）
  - 2月 - 中戸分教場を太田尾分教場に統合し、尋常科4年生までを収容する。
  - 4月 - 高等科を併置し、「黒瀬尋常高等小学校」に改称（尋常科6年・高等科2年）。
- 1921年（大正10年）11月11日 - 黒瀬農業補習学校を併設。また本郷尋常小学校にも本郷実業補習学校が設置される。
- 1924年（大正13年）7月 - 本郷尋常小学校を統合し、再び本郷分教場とする。
  - この時、横尾峠に校舎を移築しようとしたが、棟上げ直後に暴風で倒壊したため、移築計画は断念され、本校・分教場ともに、元の位置に復帰する。
  - 本郷実業補習学校が黒瀬実業補習学校に統合される。
- 1926年（大正15年）4月 - 高等科2教室を増築。
- 1928年（昭和3年）8月 - 太田尾分教場を消失したため、校舎を新築。
- 1934年（昭和9年）5月 - 校舎を新築。校旗・校歌を制定。
- 1935年（昭和10年）6月1日 - 青年学校令の施行により、併設の農業補習学校が「黒瀬青年学校」に改称。
- 1936年（昭和11年）4月1日 - 徳万町住に徳万分教場を移転。
- 1939年（昭和14年）4月1日 - 徳万分教場が分離し、徳万尋常小学校として独立。
- 1941年（昭和16年）4月1日 - 国民学校令の施行により、「黒瀬村黒瀬国民学校」（初等科6年・高等科2年）に改称。
- 1947年（昭和22年）4月1日 - 学制改革（六・三制の実施）が行われる。
  - 旧・国民学校の初等科が改組され、「黒瀬村立黒瀬小学校」（6年制）が発足。本郷分教場を本郷分校、太田尾分教場を太田尾分校とする。
  - 旧・国民学校の高等科と青年学校が改組され、「黒瀬村立黒瀬中学校」（新制中学校,3年制）が発足し、当面の間小学校・青年学校に併設される。
- 1948年（昭和23年）
  - 3月31日 - 黒瀬青年学校が廃止される。
  - 5月 - 本郷分校の校舎を改築し、運動場を拡張。
- 1949年（昭和24年）
  - 4月1日 - 黒瀬村が町制施行を行ったため、「黒瀬町立黒瀬小学校」「黒瀬町立黒瀬中学校」に改称。
  - 7月1日 - 村名の改称により、「大島町立黒瀬小学校」「大島町立黒瀬中学校」に改称。
  - この年 - 中学校の新校舎が完成し、移転を完了。
- 1951年（昭和26年）
  - 4月 - 太田尾分校の校舎を改築、運動場を拡張。
  - 9月1日 - 「大島町立大島西小学校」（中学校は「大島町立大島西中学校」）[2]に改称。
- 1955年（昭和30年）4月 - 本郷分校と太田尾分校の収容学年を3年生までとし、4年生を本校に収容。
- 1959年（昭和34年）
  - 1月 - 本校でミルク給食を開始。
  - 3月 - 太田尾分校でミルク給食を開始。
- 1963年（昭和38年）
  - 3月31日 - 本郷分校を廃止。校区が改定され、本郷分校の児童は大島町立大島第三小学校に収容される。
    - 最終所在地（本郷分校）- 長崎県西彼杵郡大島町333番地

  - 5月 - 本校に鉄筋コンクリート造の4教室が完成。
- 1964年（昭和39年）
  - 3月 - 本校に鉄筋コンクリート造3階建ての校舎が完成。
  - 9月 - 大田尾分校の新校舎が完成。
- 1965年（昭和40年）3月 - 本校に鉄筋コンクリート造3階建て校舎と給食室が完成。本校と分校、大島西中学校共同で完全給食を開始。
- 1966年（明治41年）8月 - 運動場を埋め立てる。
- 1967年（明治42年）3月 - 体育館が完成。
- 1969年（明治44年）
  - 2月 - 学校周辺に桧、ツツジ、マキを植樹。
  - 3月 - 健康の像を設置。
- 1971年（昭和46年）3月31日 - 大田尾分校を廃止。最終所在地 - 長崎県西彼杵郡大島町5360番地（北緯33度01分26.3秒 東経129度34分49.3秒 / 北緯33.023972度 東経129.580361度）

- 1974年（昭和49年）

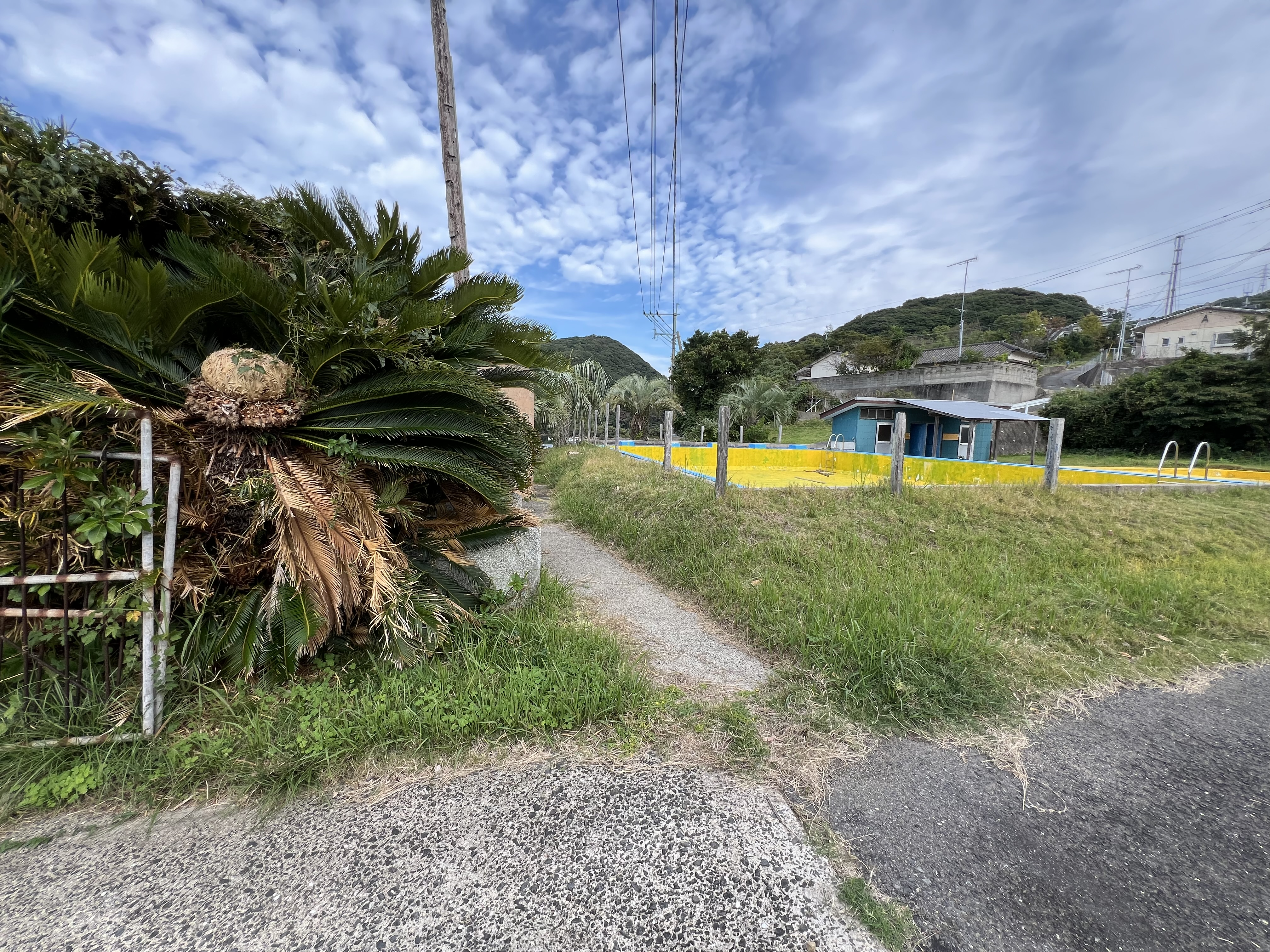
旧・太田尾分校跡

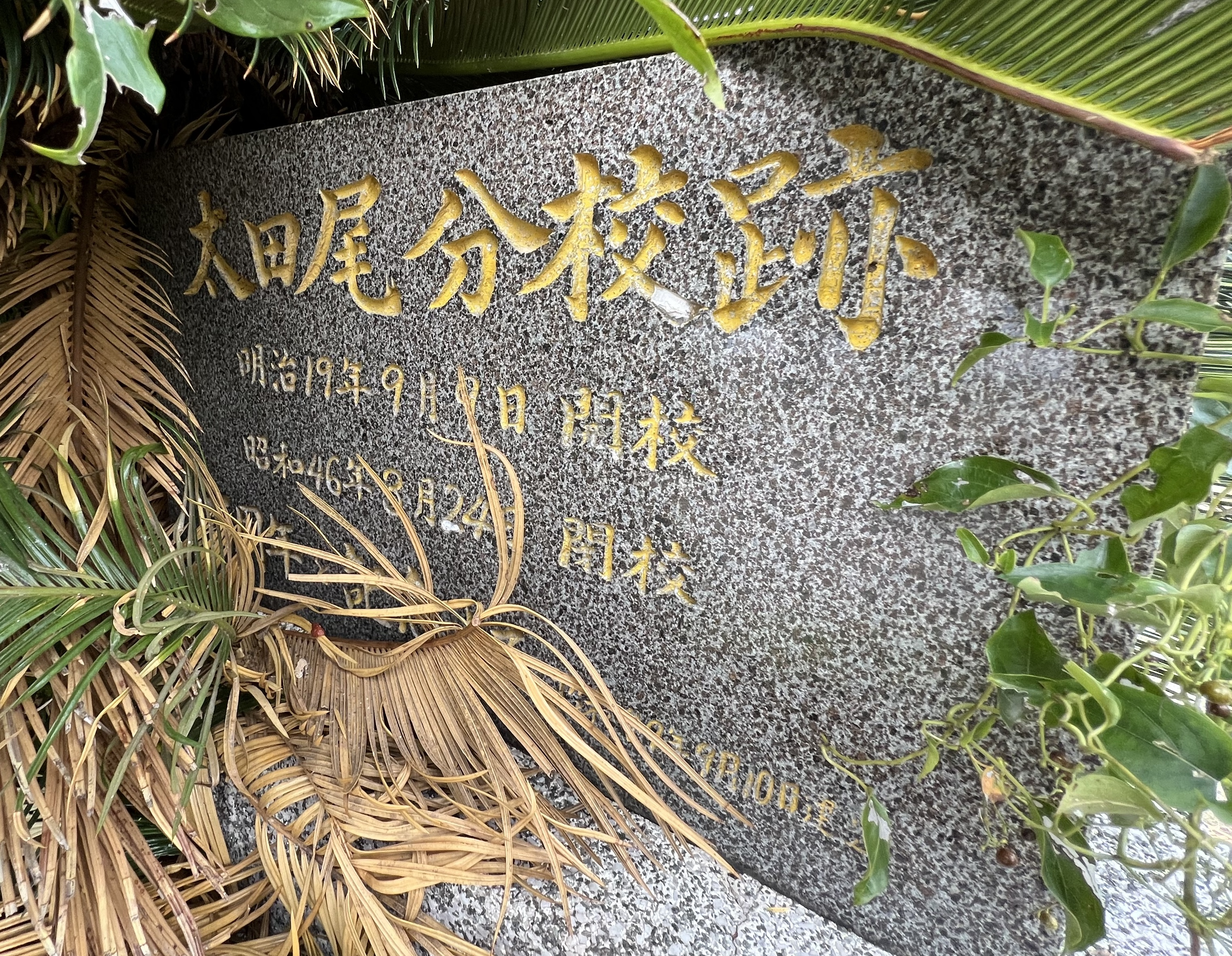
旧・太田尾分校跡を表す碑

  - 9月 - 100周年記念運動会を開催。本校・大島郷・黒瀬郷・太田尾分校跡に記念碑を建立。
  - 10月 - 創立100周年記念式典を挙行。

- 1977年（昭和52年）
  - 4月1日 - 中学校統合[3]により、中学校区が大島町立大島中学校に変更となる。
  - 9月 - 旧・大島西中学校の校地が移管される。
- 1980年（昭和55年）8月 - 河川の氾濫により、運動場が冠水（水深60cm）。
- 1981年（昭和56年）
  - 2月 - 運動場が復旧。
  - 10月 - プールが完成。
- 1985年（昭和60年）1月 - 給食を自校調理方式からセンター方式に変更。
- 1995年（平成7年）3月 - 体育館が完成。
- 1998年（平成10年）12月 - パソコン室が完成。
- 2005年（平成17年）
  - 4月1日 - 西海市の発足により、「西海市立大島西小学校」（現校名）と改称。
  - 11月 - 西小三世代ふれあい祭りを開始。
- 2008年（平成20年）6月 - 父親の会が発足。
- 2013年（平成25年）4月1日 - 中学校統合[4]により、中学校区が西海市立大崎中学校に変更となる。
- 2022年（令和4年）3月31日 - 閉校[1]。西海市立崎戸小学校・西海市立大島東小学校の2校と統合の上、「西海市立大崎小学校」が設置された[1]。
  - 西海市立大崎小学校は大島東小学校の校地に設置された[1]。

## 交通アクセス
最寄りのバス停
- さいかい交通（長崎自動車（長崎バス））「大島西小前」バス停

## 参考資料
- 「大島町郷土誌」（1995年（平成7年）4月発行, 大島町教育委員会）
- 「西彼杵郡現勢一班」（1926年（昭和元年）12月31日発行, 出版:郡役所廃止記念会）- 国立国会図書館近代デジタルライブラリー p.344（コマ番号183）